# Leo Ornstein
Leo Ornstein (Kremenchuk, 2 de dezembro de 1893 — Green Bay, Wisconsin, 24 de fevereiro de 2002) foi um compositor ucraniano-russo naturalizado estadunidense.
Estudou inicialmente em São Petersburgo. Em 1907, sua família muda-se para Nova Iorque. Nesta cidade, continua seus estudos de piano.
Sua primeira apresentação pública como pianista foi em 1911. Em seus recitais, tocava Debussy, Ravel, Bartók, Stravinsky, Schoenberg e outros compositores modernos.
Em suas composições, Ornstein emprega cromatismos, polirritmia, e muitas dissonâncias. Tem sido considerado, pela crítica musical, um modernista "radical".